# Алехандро Вірасоро
Алехандро Вірасо́ро (ісп. Alejandro Virasoro; нар. 11 січня 1892, Буенос-Айрес — пом. 1978) — аргентинський архітектор.
Навчався на архітектурному факультеті в Університеті Буенос-Айреса. Засновник  конструктивізької залізобетонної архітектури.
Побудував банки, прибуткові будинки, приватні особняки в Буенос-Айресі і провінції.